# George Sear
George Sear est un acteur britannique né le 14 novembre 1997 à Leigh-on-Sea en Angleterre.
Il est surtout connu pour son rôle de Billy Cooper dans la série télévisée Will sur TNT et pour celui de Benji Campbell dans la série télévisée Love, Victor sur Hulu.

## Biographie
Né à Leigh-on-Sea en Angleterre, George est le fils de Simon Sear (responsable de l'innovation à BJSS) et Juliet Sear (célèbre pâtissière, auteur). Il a deux sœurs, Lyd et Ruby Sear.

## Carrière
En 2014 jusqu'en 2016, il interprète le rôle principal de Sebastian Bailey dans la série télévisée Les Chroniques d'Evermoor. En 2017, il interprète le rôle secondaire de Billy Cooper dans la série télévisée Will.
En 2020, il interprète le rôle de Parker dans la série télévisée Alex Rider.
De 2020 à 2022, il interprète le rôle principal de Benji dans la série télévisée Love, Victor. Selon lui, il sentait la pression d'aborder les problèmes d'alcoolisme, surtout que ce sujet lui est familier avec sa propre famille.

## Filmographie

### Cinéma
- 2015 : Up All Night de John Henderson : George - lui-même
- 2021 : Reefa de Jessica Kavana Dornbusch : Etone

### Télévision
- 2009 : The Bill : Noah Morris (2 épisodes)
- 2013 - 2014 : Friday Download : George - lui-même (9 épisodes)
- 2014 - 2016 : Les Chroniques d'Evermoor : Sebastian « Seb » Bailey (24 épisodes)
- 2017 : Will (série télévisée) : Billy Cooper (7 épisodes)
- 2018 : Into the Badlands : Arthur (3 épisodes)
- 2020 : Alex Rider : Parker Roscoe (5 épisodes)
- 2020 - 2022 : Love, Victor : Benjamin « Benji » Campbell (28 épisodes)
- 2023 : Fire Country : Opérateur d'attractions (1 épisode)
- 2023 : Based on a True Story : Jacob (1 épisode)
- 2023 : Hollow's Bend: The Radio Play : Andres (3 épisodes, série de podcasts)